# Football Factory
Football Factory is een Nederlandse amateurvoetbalclub uit Leiden in Zuid-Holland, opgericht in 2008. Het eerste elftal van de club speelt in de Vierde klasse zaterdag (2020/21).
De club speelt op het Universitair Sportcentrum in Leiden.

## Competitieresultaten 2009–heden
| 5 5A |

| 11 4A |

| 13 4A |

| 12 4A |

| 9 4A |

| 12 4A |

| 10 4A |

| 7 4A |

| 13 4A |

| 12 4A |

| 14 4A |

| 14* 4A |

| 14* 4A |

| 12 4A |

| 3 5A |

| 6 5A |

- = Dit seizoen werd stopgezet vanwege de uitbraak van het coronavirus. Er werd voor dit seizoen geen officiële eindstand vastgesteld.

| Tweede divisie | Derde divisie | Vierde divisie | Eerste klasse |
| Tweede klasse  | Derde klasse  | Vierde klasse  | Vijfde klasse |